# 14994 Uppenkamp
14994 Uppenkamp (1997 UW18) là một tiểu hành tinh nằm phía ngoài của vành đai chính được phát hiện ngày 28 tháng 10 năm 1997 bởi Spacewatch ở Kitt Peak.